# Hennie Henrichs
Hennie Henrichs (Amsterdam, 7 maart 1954) is een Nederlands voormalig sportbestuurder en ondernemer, vooral bekend als voorzitter van de Amsterdamse voetbalclub AFC Ajax van 2011 tot 2020.

## Vroege leven en carrière
Henrichs behaalde zijn diploma farmacie en bekleedde diverse managementposities in de farmaceutische industrie. Zo was hij Cluster General Manager bij Teva Pharmaceuticals tot zijn pensionering op 1 januari 2021. 

## Betrokkenheid bij AFC Ajax
Henrichs' betrokkenheid bij Ajax begon in 1989, toen hij werd benoemd tot bestuurder technische zaken in het bestuur van Michael van Praag. In 2005-2008 bekleed hij deze positie opnieuw onder voorzitter John Jaakke. Daarna was hij lid van de ledenraad.
Ook is hij al sinds 1964 lid van Ajax en tevens erelid.

## Voorzitterschap (2011–2020)
In 2011 werd hij voorzitter van de club. Dit werd hij ten tijde van de fluwelen revolutie bij Ajax onder leiding van Johan Cruijff. Hij werd gezien als een neutraal persoon tussen voor en tegenstanders van Cruijff, maar was daarom niet geliefd bij Cruijff aanhangers. Gedurende zijn voorzitterschap werkte Henrichs aan het versterken van de financiële en organisatorische stabiliteit van Ajax. In 2015 won zijn bestuursraad een stemming van vertrouwen bij de leden die was aangevraagd door Cruijff bondgenoot Wim Jonk nadat Jonk was ontslagen. Dit betekende dat Cruijff zijn officiële adviseurschap neerlegde.
In 2019 begon de Bestuursraad, onder leiding van Henrichs, met een gefaseerd aftreden, aangezien bestuursleden maximaal 9 jaar in functie mogen zijn. Henrichs zelf trad begin 2020 af als voorzitter en werd opgevolgd door Frank Eijken.

## Heden
Na zijn voorzitterschap bij Ajax werd Henrichs benoemd tot erevoorzitter van de club. Daarnaast is hij eigenaar van een adviesbureau in de farmaceutische sector.

## Nalatenschap
Henrichs wordt herinnerd als een belangrijke bestuurder die Ajax door een periode van transitie heeft geleid. Bij fans is hij niet altijd erg populair geweest, door bijvoorbeeld niet altijd achter Johan Cruijff zijn visie te staan en supporters weinig invloed wil geven op besluitvorming.